# Jarinu (ort)
Jarinu är en ort i Brasilien.   Den ligger i kommunen Jarinu och delstaten São Paulo, i den sydöstra delen av landet, 800 km söder om huvudstaden Brasília. Jarinu ligger 793 meter över havet och antalet invånare är 17 899.
Terrängen runt Jarinu är platt. Runt Jarinu är det ganska tätbefolkat, med 248 invånare per kvadratkilometer.. Närmaste större samhälle är Jundiaí, 18,5 km sydväst om Jarinu.
Omgivningarna runt Jarinu är en mosaik av jordbruksmark och naturlig växtlighet.